# Brooklyn Ezeh
Brooklyn Kevin Ezeh (* 23. Juni 2001 in Hamburg) ist ein deutsch-nigerianischer Fußballspieler.

## Karriere
Ezeh begann mit dem Fußballspielen in der Jugendabteilung des Hamburger SV. Für seinen Verein bestritt er 25 Spiele in der B-Junioren-Bundesliga und 18 Spiele in der A-Junioren-Bundesliga, bei denen ihm insgesamt 11 Tore gelangen. Zur Saison 2019/20, seiner letzten im Juniorenbereich, erfolgte sein Wechsel zu den A-Junioren (U19) des FC Schalke 04. Für seinen Verein bestritt er 10 Spiele in der A-Junioren-Bundesliga, bei denen ihm 2 Tore gelangen. Zur Saison 2020/21 verpasste Ezeh den Sprung in die Profimannschaft und wurde er in den Kader der zweiten Mannschaft in der viertklassigen Regionalliga West aufgenommen. Für seine Mannschaft bestritt er 42 Spiele, bei denen ihm zwei Tore gelangen und er stand am Ende der Spielzeit unter Dimitrios Grammozis auch bei 3 Spielen im Kader der Bundesligamannschaft, ohne allerdings zum Einsatz zu kommen. In der Saison 2021/22 zählte er wieder fest zur zweiten Mannschaft. Bis zur Winterpause absolvierte Ezeh 8 Regionalligaspiele.
Im Januar 2022 wechselte er zum Drittligisten FC Viktoria 1889 Berlin. Bis zum Ende der Drittligasaison 2021/22 kam er 12-mal zum Einsatz, stand 11-mal in der Startelf und erzielte 2 Tore. Die Berliner mussten jedoch nach einem Jahr wieder den Gang in die Regionalliga Nordost antreten, woraufhin er den Verein verließ.
Ezeh blieb der 3. Liga erhalten und schloss sich zur Saison 2022/23 dem SV Wehen Wiesbaden an, bei dem er einen Vertrag bis zum 30. Juni 2024 unterschrieb. Am Ende der Saison 2022/23 stieg er mit seiner Mannschaft in die 2. Bundesliga auf.
Im Sommer 2023 wechselte er innerhalb der Liga zu Hannover 96.

## Erfolge
- Aufstieg in die 2. Bundesliga: 2023
- Meister der Regionalliga Nord: 2024
- Berliner Landespokalsieger: 2022